# Апосоль (муниципалитет)
Апосоль (исп. Apozol) — муниципалитет в Мексике, входит в штат Сакатекас.